# Molly house

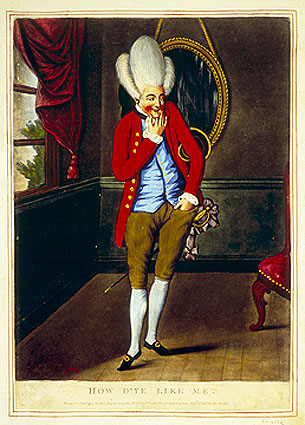
Ilustração do século XVIII de uma molly (ou "macaroni").

Molly house, podendo ser traduzido para o português como "casa de maricas", é um termo arcaico usado na Grã-Bretanha, durante os séculos XVII e XIX, para se referir a uma taverna ou um café onde homens homossexuais podiam se encontrar, socializar e possivelmente encontrar um parceiro sexual. Tais lugares existiam na maioria das grandes cidades britânicas. As molly houses são consideradas as precursoras dos bares gays modernos.
Apesar da reputação das Molly houses como lugares com conotações principalmente sexuais, em vez de locais de encontro social, alguns historiadores relutam em classificá-las especificamente como bordéis. Rictor Norton, por exemplo, argumenta que os clientes regulares poderiam ter sido, na verdade, amigos em comum, pelo menos no início, uma vez que evidências consistentes sobre a prostituição masculina parecem ser insuficientes na Grã-Bretanha até a década de 1780.
No século XVIII em diante até 1861, particularmente durante a década de 1720, as molly houses passaram a ser palco de invasões e prisões, e seus clientes frequentemente se tornavam alvos de chantagem. 
Os donos das molly houses frequentemente usavam roupas femininas, criavam uma personalidade feminina e eram efeminados.